# Belizisk dollar
Belizisk dollar (BZ$ - Belize dollar) är den valuta som används i Belize i Centralamerika. Valutakoden är BZD. 1 Dollar = 100 cents.
Valutan infördes under år 1973 och ersatte den brittiska Honduras dollarn.
Valutan har en fast växelkurs till kursen 0,50 US dollar (USD $), det vill säga 2 BZD = 1 USD.

## Användning
Valutan ges ut av Central Bank of Belize - CBBe som grundades den 1 november 1976 och har huvudkontoret i Belize City. CBBe ersatte den tidigare Belize Board of Commissioners of Currency som fanns mellan åren 1894 och 1976.

## Valörer
- mynt: 1 Dollar
- underenhet: 1, 5, 10, 25 och 50 cents
- sedlar: 2, 5, 10, 20, 50 och 100 BZD